# Ingrid von Reyher

Ingrid von Reyher zum 90. Geburtstag

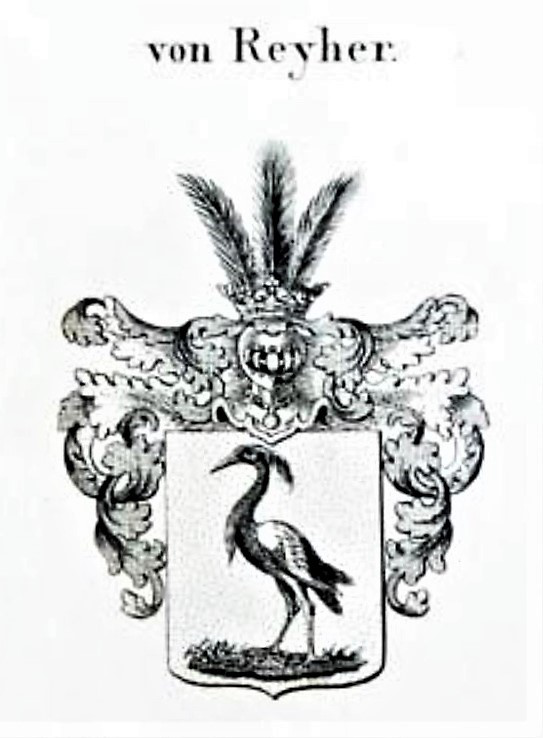
Wappen der Familie von Reyher

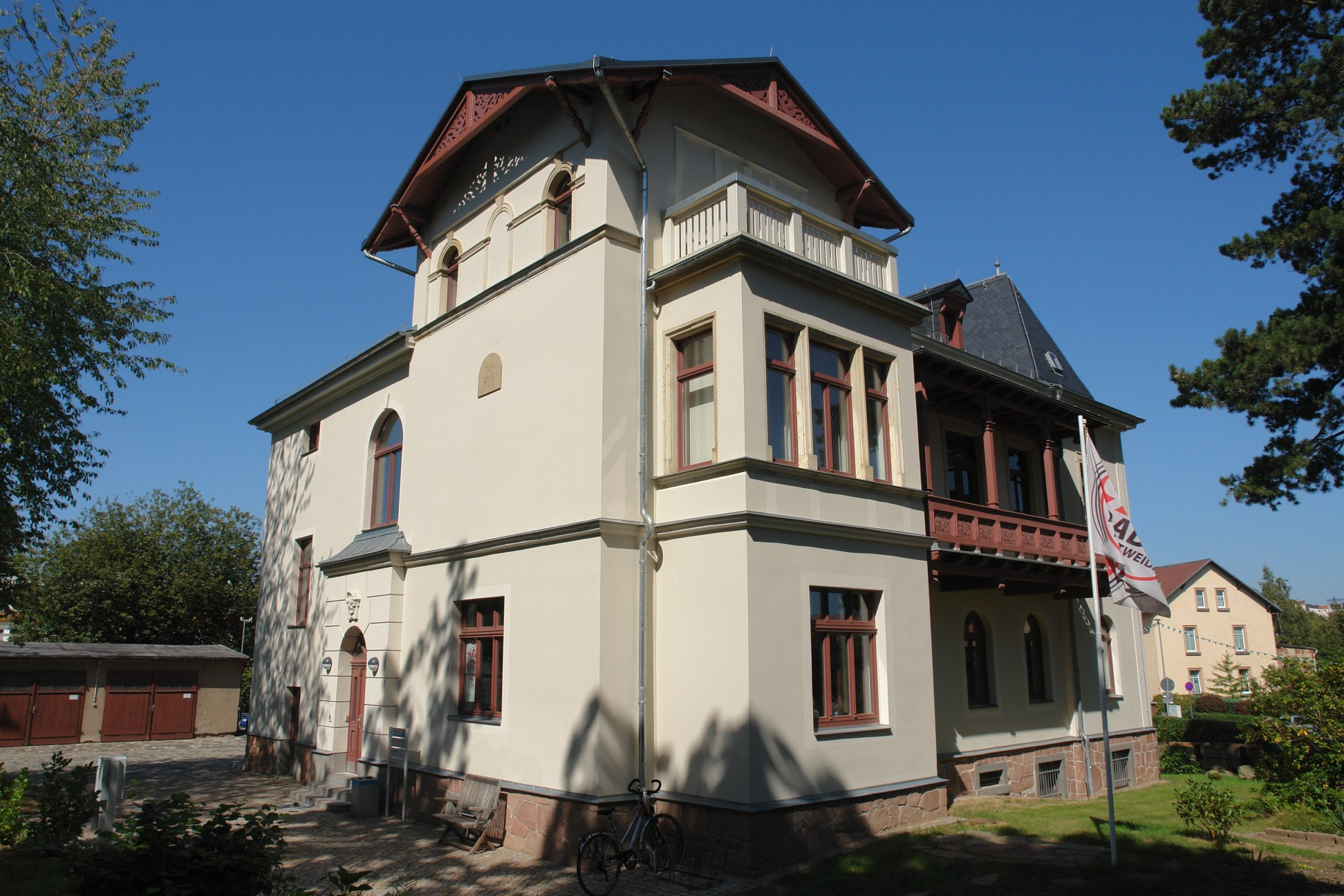
Ingrid-von-Reyher-Villa zu Mittweida

Ingrid von Reyher (* 30. Mai 1908 in Riga; † 24. Juni 2004 in Mittweida) war eine deutsche Chemikerin, die als erste weibliche Lehrkraft an der ehemaligen Ingenieurschule Mittweida unterrichtete.
Siehe auch HauptartikelReyher (Adelsgeschlecht)

## Leben
Ingrid von Reyher stammte aus einer deutschbaltischen Adelsfamilie und wurde als Tochter von Carl Joseph Leo von Reyher (1878–1947) und Edith Julie Adele, geb. Schönefeldt geboren. Als sie drei Jahre alt war, zogen ihre Eltern nach Lodz, das zu ihrer Heimat wurde. Sie studierte an der Universität Wien Chemie und wurde 1933 zur Dr. phil. promoviert. Danach arbeitete sie am staatlichen Hygieneinstitut in Lodz. Auch während der deutschen Besetzung Polens 1939–1945 führte sie diese Tätigkeit fort. Sie unterrichtete beispielsweise Brunnenbauer in der Technik der chemischen Wasseruntersuchung.
Im Februar 1945 kam sie als Kriegsflüchtling nach Mittweida. Nach Kriegsende wurde sie nach verschiedenen Nebentätigkeiten Neulehrerin. Im November 1947 wurde sie als erste weibliche Lehrkraft an der Ingenieurschule Mittweida eingestellt. Bis 1968 unterrichtete sie in den Fächern Chemie, Physik und Werkstoffkunde. 1946 trat Ingrid von Reyher in die Liberal-Demokratische Partei Deutschlands ein. 1977 bis 1989 war sie Stadträtin in Mittweida. Als ehrenamtliche Standesbeamtin nahm sie über 400 Trauungen vor. Ingrid von Reyher war ehrenamtlich für den Meteorologischen Dienst der DDR, nach der Wiedervereinigung in der Bundesrepublik tätig und führte Beobachtungen und Messungen durch. Damit trug sie zur Erforschung der Wetterauswirkungen mit deren Einfluss auf die Biosphäre bei. Für diese Tätigkeit erhielt sie 1992 das Bundesverdienstkreuz.
1998 wurde ihr für ihre Mitwirkung bei der Gestaltung des öffentlichen Lebens, für ihr Engagement für Lehrtätigkeit und für ihre ehrenamtliche kommunalpolitische Aktivität als erster Frau die Ehrenbürgerschaft der Stadt Mittweida verliehen.

## Ingrid-von-Reyher-Preis
Zu Ehren von Dr. Ingrid von Reyher wird seit 2012 der Ingrid-von-Reyher-Preis an der Hochschule Mittweida zur Förderung der Chancengleichheit von Frauen und Männern an der Hochschule Mittweida vergeben. Mit diesem Preis wurden u. a. Regina Fischer im Bereich Mathematik und die deutschen Filmproduzenten Erik Hilse und Andreas Hiekel ausgezeichnet.

## Ehrungen
- 1992: Verdienstmedaille der Bundesrepublik Deutschland[7]
- 1998: Ehrenbürgerschaft der Stadt Mittweida
- 2008: Verleihung der Goldenen Ehrennadel der Hochschule Mittweida (in memoriam)
- 2019: Benennung des Hauses 19 der Hochschule Mittweida in der Leisniger Straße 9 als Ingrid-von-Reyher-Villa[8]

## Werke
- Wskazówki dla dezynfektorów (Hinweise für Desinfektoren), Litzmannstadt, 1944, mit Walther Pohl
- Lehrbriefe für das Fachschul-Fernstudium. Grundlagen der Elektrotechnik, 1953, mit Werner Tiedemann